# 1:40-Stunden-Rennen von Long Beach 2023

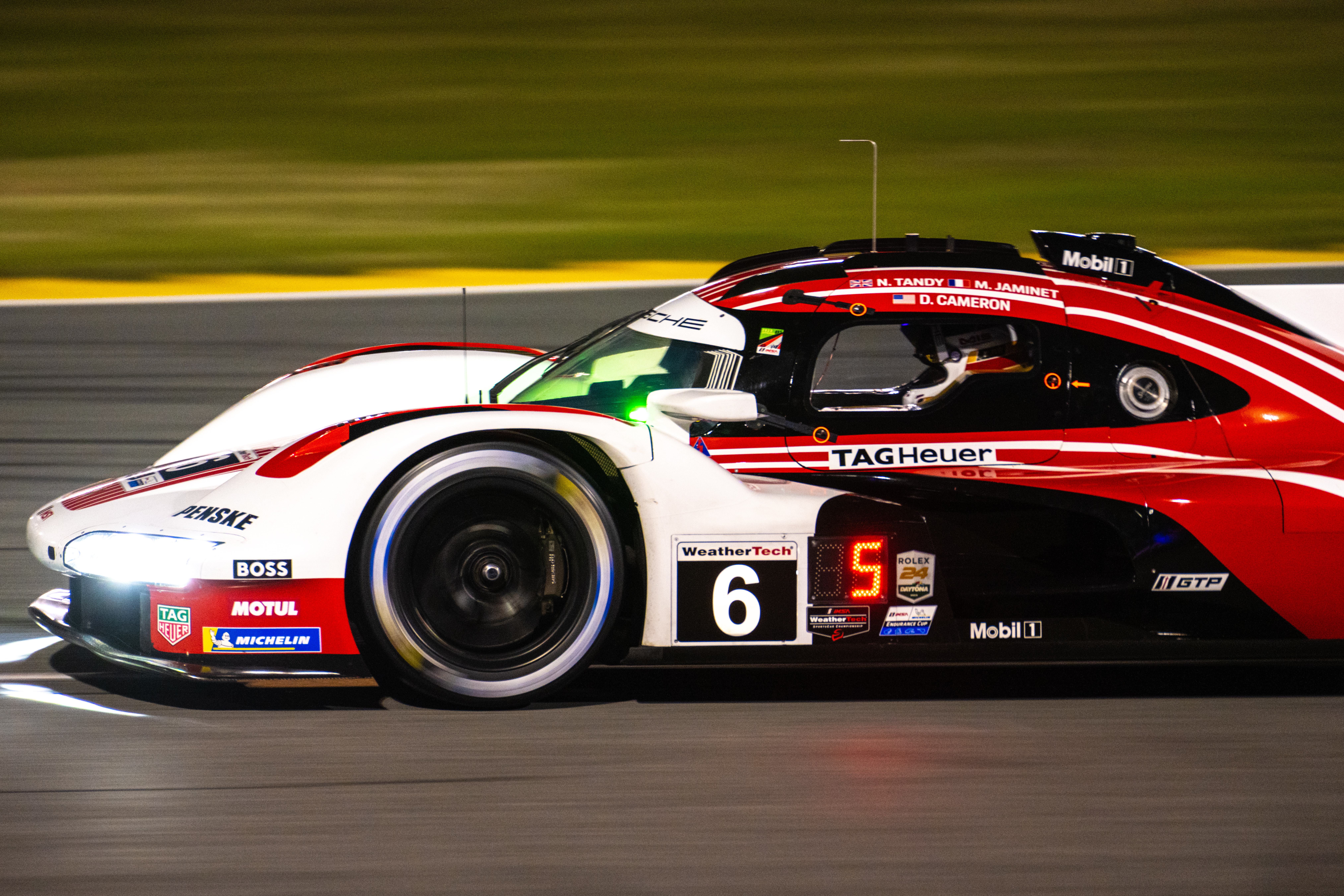
Porsche 963 mit der Startnummer 6; Siegerwagen von Mathieu Jaminet und Nick Tandy

Das 1:40-Stunden-Rennen von Long Beach 2023, auch 2023 Acura Grand Prix of Long Beach, fand am 15. April auf dem Long Beach Grand Prix Circuit statt und war der dritte Wertungslauf der IMSA WeatherTech SportsCar Championship dieses Jahres.

## Das Rennen
Das Rennen in Long Beach war das erste Sprintrennen der IMSA-Saison 2023. Sowohl die LMP2- als auch die LMP3-Fahrzeuge waren und sind bei IMSA-Sprintrennen nicht startberechtigt, wodurch sich das Teilnehmerfeld erheblich verkleinerte. Die Rennentscheidung fiel in der letzten Runde wenige Kurven vor Schluss, als Ricky Taylor im Acura ARX-06 beim Versuch den führenden Mathieu Jaminet im Porsche 963 zu überholen verunfallte und ausschied. Der Acura von Taylor und Filipe Albuquerque war das dominierende Fahrzeug, das nach einem verpatzten Boxenstopp zurückfiel. Die Aufholjagd von Taylor endete im Reifenstapel. Bereits in der ersten Runde fiel der Cadillac V-Series.R von Sébastien Bourdais aus, da sich nach einem Dreher das Sicherheitsprotokoll aktivierte und der Motor sich nicht mehr starten ließ. Der Bourdais-Dreher beendete auch die Siegchancen des Acura von Tom Blomqvist, der von Nick Yelloly im BMW M Hybrid V8 bei einer Kollision umgedreht wurde. Die dabei verlorene Runde konnte das Team nicht mehr aufholen.

## Ergebnisse

### Schlussklassement
| 1               | GTP     | 6  | Porsche Penske Motorsport                   | Mathieu Jaminet Nick Tandy              | Porsche 963                   | 78 |
| 2               | GTP     | 25 | BMW M Team RLL                              | Connor De Phillippi Nick Yelloly        | BMW M Hybrid V8               | 78 |
| 3               | GTP     | 7  | Porsche Penske Motorsport                   | Matt Campbell Felipe Nasr               | Porsche 963                   | 78 |
| 4               | GTP     | 24 | BMW M Team RLL                              | Philipp Eng Augusto Farfus              | BMW M Hybrid V8               | 78 |
| 5               | GTP     | 31 | Whelen Engineering Racing                   | Luís Felipe Derani Alexander Sims       | Cadillac V-Series.R           | 78 |
| 6               | GTP     | 60 | Meyer Shank Racing with Curb-Agajanian      | Tom Blomqvist Colin Braun               | Acura ARX-06                  | 77 |
| 7               | GTD-Pro | 14 | Vasser Sullivan Racing                      | Ben Barnicoat Jack Hawksworth           | Lexus RC F GT3                | 73 |
| 8               | GTD-Pro | 3  | Corvette Racing                             | Antonio García Jordan Taylor            | Chevrolet Corvette C8.R GTD   | 73 |
| 9               | GTD-Pro | 9  | Pfaff Motorsports                           | Klaus Bachler Patrick Pilet             | Porsche 911 GT3 R (992)       | 73 |
| 10              | GTD     | 1  | Paul Miller Racing                          | Bryan Sellers Madison Snow              | BMW M4 GT3                    | 73 |
| 11              | GTD     | 27 | Heart of Racing Team                        | Roman De Angelis Marco Sørensen         | Aston Martin Vantage AMR GT3  | 73 |
| 12              | GTD-Pro | 23 | Heart of Racing Team                        | Ross Gunn Alex Riberas                  | Aston Martin Vantage AMR GT3  | 73 |
| 13              | GTD     | 12 | Vasser Sullivan Racing                      | Frankie Montecalvo Aaron Telitz         | Lexus RC F GT3                | 73 |
| 14              | GTD     | 32 | Team Korthoff Motorsports                   | Mikaël Grenier Mike Skeen               | Mercedes-AMG GT3 Evo          | 72 |
| 15              | GTD     | 57 | Winward Racing                              | Philip Ellis Russell Ward               | Mercedes-AMG GT3 Evo          | 72 |
| 16              | GTD     | 70 | Inception Racing                            | Brendan Iribe Frederik Schandorff       | McLaren 720S GT3 Evo          | 72 |
| 17              | GTD     | 78 | Forte Racing Powered by US RaceTronics      | Misha Goikhberg Loris Spinelli          | Lamborghini Huracán GT3 Evo 2 | 72 |
| 18              | GTD     | 96 | Turner Motorsport                           | Robby Foley Patrick Gallagher           | BMW M4 GT3                    | 72 |
| 19              | GTD     | 66 | Gradient Racing                             | Katherine Legge Sheena Monk             | Acura NSX GT3 Evo22           | 72 |
| 20              | GTD     | 77 | Wright Motorsports                          | Alan Brynjolfsson Trent Hindman         | Porsche 911 GT3 R (992)       | 72 |
| 21              | GTD-Pro | 79 | WeatherTech Racing                          | Jules Gounon Daniel Juncadella          | Mercedes-AMG GT3 Evo          | 72 |
| 22              | GTD-Pro | 95 | Turner Motorsport                           | Bill Auberlen Chandler Hull             | BMW M4 GT3                    | 72 |
| 23              | GTD     | 91 | Kelly-Moss with Riley                       | Alan Metni Kay van Berlo                | Porsche 911 GT3 R (992)       | 71 |
| 24              | GTD     | 92 | Kelly-Moss with Riley                       | Alec Udell Jeroen Bleekemolen           | Porsche 911 GT3 R (992)       | 71 |
| Ausgefallen     |         |    |                                             |                                         |                               |    |
| 25              | GTP     | 10 | Wayne Taylor Racing with Andretti Autosport | Filipe Albuquerque Ricky Taylor         | Acura ARX-06                  | 77 |
| 26              | GTP     | 01 | Cadillac Racing                             | Sébastien Bourdais Renger van der Zande | Cadillac V-Series.R           | 1  |
| Nicht gestartet |         |    |                                             |                                         |                               |    |
| 27              | GTD     | 80 | AO Racing Team                              | P. J. Hyett Sebastian Priaulx           | Porsche 911 GT3 R (992)       | 1  |
| 28              | GTD     | 93 | Racers Edge Motorsports with WTR            | Ashton Harrison Mario Farnbacher        | Acura NSX GT3 Evo22           | 2  |

1 Unfall im Training
2 Unfall im Training

### Nur in der Meldeliste
Zu diesem Rennen sind keine weiteren Meldungen bekannt.

### Klassensieger
| Klasse  | Fahrer          | Fahrer          | Fahrzeug       | Platzierung im Gesamtklassement |
| ------- | --------------- | --------------- | -------------- | ------------------------------- |
| GTP     | Mathieu Jaminet | Nick Tandy      | Porsche 963    | Gesamtsieg                      |
| GTD-Pro | Ben Barnicoat   | Jack Hawksworth | Lexus RC F GT3 | Rang 7                          |
| GTD     | Bryan Sellers   | Madison Snow    | BMW M4 GT3     | Rang 10                         |

### Renndaten
- Gemeldet: 28
- Gestartet: 26
- Gewertet: 24
- Rennklassen: 3
- Zuschauer: unbekannt
- Wetter am Renntag: trocken und warm
- Streckenlänge: 3,167 km
- Fahrzeit des Siegerteams: 1:42:08,126 Stunden
- Gesamtrunden des Siegerteams: 78
- Gesamtdistanz des Siegerteams: 247,026 km
- Siegerschnitt: unbekannt
- Pole Position: Filipe Albuquerque – Acura ARX-06 (#10) – 1:09,909 = 163,100 km/h
- Schnellste Rennrunde: Connor De Phillippi – BMW M Hybrid V8 (#25) – 1:11,503 = 159,460 km/h
- Rennserie: 3. Lauf zur IMSA WeatherTech SportsCar Championship 2023